# بيل وارد (ممثل)
بيل وارد (بالإنجليزية: Bill Ward)‏ هو ممثل بريطاني، ولد في 5 مايو 1967 في نيوكاسل أبون تاين في المملكة المتحدة.

## وصلات خارجية
- بيل وارد على موقع IMDb (الإنجليزية)
- بيل وارد على موقع ألو سيني (الفرنسية)
- بيل وارد على موقع أول موفي (الإنجليزية)
- بيل وارد على موقع قاعدة بيانات الفيلم (الإنجليزية)
- بيل وارد على موقع كينوبويسك (الروسية)